# 1851 год в литературе

## Книги
- «Бедная невеста» — пьеса Александра Островского.
- «Дом о семи фронтонах» (The House of the Seven Gables) — роман американского писателя Натаниела Готорна.
- «Мать и дочь» — произведение Дмитрия Григоровича.
- «Моби Дик» — роман Германа Мелвилла.
- «Провинциалка» — пьеса Ивана Тургенева.
- «Снегурочка и другие дважды рассказанные рассказы» (The Snow-Image and Other Twice-Told Tales) — сборник рассказов Натаниела Готорна.
- «Сотрудники, или Чужим добром не наживёшься» — пьеса Владимира Соллогуба.
- «Старшая и меньшая» — комедия Михаила Достоевского.

## Родились
- 21 марта — Исмаил Мустафович Гаспринский, крымскотатарский просветитель, издатель и общественный деятель (умер в 1914).
- 2 апреля — Матильда Куглер-Пони, румынская поэтесса, писательница и драматург (умерла в 1931).
- 3 апреля — Болеслав Червенский, польский писатель, поэт, драматург, журналист (умер в 1888).
- 22 июня — Богдан Йеллинек, чешский поэт и писатель (умер в 1874).
- 15 июля – Эдуардо Гутьеррес, аргентинский писатель.
- 21 июля — Мария Эггер-Шмитцгаузен, австрийская писательница (умерла 1929).
- 30 ноября — итальянский писатель и драматург Джероламо Роветта (умер в 1910).
- 23 декабря — Евгений Цабель, немецкий писатель, драматург (умер в 1924).

## Умерли
- 1 февраля — Мэри Шелли (Mary Shelley), английская писательница (родилась в 1797).
- 19 июля — Томаш Зан, польский поэт (родился в 1796).
- 23 октября — мексиканский драматург Мануэль Эдуардо де Горостиса.